# Hłuszka
Hłuszka (ukr. Глушка) – wieś na Ukrainie, w  obwodzie tarnopolskim, w rejonie czortkowskim.
Do 2020 w rejonie zaleszczyckim.